# Ana Hernández Félix
Ana Gloria Hernández Félix (Torreón, Coahuila, México), más conocida como Ana Félix, es radióloga, rescatista y activista por el derecho de los animales, precursora del movimiento salvemos a Benito Jirafa. 

## Historia
Ana Félix inició como rescatista independiente en 2012, en el transcurso de 10 años se hace cargo de más de 250 perros que alguna vez estuvieron en situación de calle.
Su trabajo a favor de los derechos y la protección de los animales creció y en 2017 fundó la Asociación Protectora de Animales de la Calle APAC. 
En conjunto con otras activistas integra la organización Consejo Somos su Voz que realiza incidencia para proteger los derechos de los animales en el estado de Chihuahua. 

## Participación en movimientos en Pro de los animales

### Movimiento Adopción y no Eutanasia
Ha encabezado iniciativas contra el Centro Antirrábico de Ciudad Juárez en Chihuahua que mató a más de 25 mil perros de 2010 a 2023, Gloria Félix en conjunto con otros activistas se unieron bajo el lema Adopción y no eutanasia. 
Desde 2022 el Consejo Somos su Voz se dio a la tarea de rescatar a los perros que ingresan al Antirrábico para evitar su sacrificio, son más de 800 mascotas las que han sido entregadas a hogares temporales, refugios o fueron adoptados. 

### Salvemos a Benito
Ana Félix fue promotora del movimiento en Chihuahua para provocar que reubicaran a la Jirafa Benito Jirafa, hay antecedentes en donde a través de la colectiva Somos su Voz empezaron a hacer activismo en medios para presionar y hacer que la sociedad conociera las condiciones en las que tenían a los animales del Parque Central. 
Este colectivo del que forma parte, solicitó una audiencia pública amparada en la Ley de Participación Ciudadana para apoyar la implementación de un plan de mejoras para los espacios que albergan a los animales del Parque Central. 
El caso de la Jirafa Benito mediáticamente tomó fuerza al ser lanzado a través de redes sociales cone l hashtag #SalvemosABenito, logrando que  la gobernadora de Chihuahua María Eugenia Campos Galván, aprobara el traslado de Benito a un sitio en donde se garantice su bienestar. 

### Padrón de refugios
Ana Félix promovió ante las autoridades la creación de un padrón de refugios y albergues de mascotas con base en la Ley de Bienestar Animal para el Estado de Chihuahua, esta acción tendrá como alcance inspeccionar refugios y así poder estar en coordinación entre estas instancias para tener un censo real de albergues en la ciudad. 